# Aravot
Aravot (orm. Առավոտ „poranek”) – armeński dziennik wydawany w Erywaniu. Został założony w 1994 roku. Jest jednym z głównych środków masowego przekazu w Armenii.
Z gazetą związany jest internetowy serwis informacyjny aravot.am, który publikuje także w językach angielskim i rosyjskim.
Nakład pisma wynosi 5 tys. egzemplarzy.